# GPR112
گیرندهٔ شمارهٔ ۱۱۲ جفت‌شونده با پروتئین جی (انگلیسی: G protein-coupled receptor 112) یک پروتئین است که در انسان توسط ژن «ADGRG4» کُدگذاری می‌شود.
این گیرنده یکی از اعضای خانوادهٔ بزرگ «گیرنده‌های جفت‌شونده با پروتئین جی، ویژهٔ چسبندگی» است.
این پروتئین در سلول‌های اِنتروکرومافین انسان و در رودهٔ باریک موش بیان می‌شود.